# 理论天体物理学
理论天体物理学是使用基于物理和化学原理的分析和计算模型来描述和解释天体和天文现象，是天体物理学的一个重要分支。